# Резван Мартін
Резван Мартін  (рум. Răzvan Martin, 22 грудня 1991) — румунський важкоатлет, олімпійський медаліст.

## Виступи на Олімпіадах
| Олімпіада   | Вагова категоря | Місце |
| ----------- | --------------- | ----- |
| Пекін 2008  | легка категорія | 19    |
| Лондон 2012 | 69 кг           | 3     |